# HD 130084
HD 130084 är en röd jätte i Björnvaktarens stjärnbild.
Stjärnan har visuell magnitud +6,28 och är knappt synlig för blotta ögat vid mycket god seeing.